# 阿埃格维杜
阿埃格维杜，是爱沙尼亚哈尔尤县阿尼亚市镇的集镇（alev）。集镇面积为11.97平方公里，总人口838（2012年），人口密度70人/平方公里。

## 行政历史
阿埃格维杜在1993年成为一个乡村型市镇。2017年的行政区划改革后，阿埃格维杜与原阿尼亚市镇合并为新的阿尼亚市镇，从而成为新的阿尼亚市镇内的一个集镇。